# 大聯合政府
大聯合政府（英語：grand coalition）是多黨議會制的一種執政形式，由議會中兩個意識形態互異的最大政黨一起合作，組建聯合政府。
在某些情況下，原本對立的政黨可能會認為共同組建政府是較為有利的作法。例如，面臨戰爭或經濟蕭條之類的國家危機時，人民可能會感受到團結和穩定的需求，進而願意克服原來的意識形態分歧。也就是說，即使一個政黨贏得足夠擁有執政權的議會席次，也有可能組建大聯合政府。第一次世界大戰與第二次世界大戰期間的英國國民政府就是一個例子。
另一種組建大聯合政府可能原因，是對立的大黨發現它們彼此在意識形態上的共識，高於它們與小黨之間的共識。這通常是政黨之間拒絕合作 (cordon sanitaire) 造成的結果，於是左翼大黨和右翼大黨形成聯盟，將極左或極右政黨排除在政府之外。奧地利曾於1945年至1966年成立大聯合政府，就是基於這個原因。
還有一個可能的原因是議會裡的民代黨派眾多，多到其他形式的聯盟都不足以維持穩定，只好組建大聯合政府。這往往是出於政治需要，目的是避免提前選舉。以色列就是一例，小黨各自為政、堅持己見，所以大聯合政府更能維持政體穩定。

## 各國各地例子

### 歐洲議會
在歐洲議會中，兩個主要的泛歐洲政黨組織是中右派政黨黨團的歐洲人民黨（EPP）和中左派政黨黨團的社會主義者和民主人士進步聯盟（S&D）。直到2019年，兩黨都在議會中佔大多數席次。但卻在2019年歐洲議會選舉，因受到歐洲移民危機和氣候變遷等因素影響，兩黨失去眾多席次，且首次相加未能在議會過半，而右翼民粹主義及歐洲懷疑主義的认同与民主和綠黨/歐洲自由聯盟席位則大幅增加。

### 德國
德國在二戰後，中間偏右的德國基督教民主聯盟/拜恩基督教社會聯盟（基民盟/基社盟，或聯盟黨）與中間偏左的德國社會民主黨，於1966年－1969年、2005年－2009年、2013年－2021年、2025年至今組建大聯合政府。

### 奧地利
奧地利在二戰後，中間偏右的奧地利人民黨與中間偏左的奧地利社會民主黨長期聯合執政，於1945年－1966年，1986年－2000年及2007年－2017年組建大聯合政府。

### 瑞士
瑞士是聯邦制國家，但政府實行混合議會制的瑞士聯邦委員會委員制，政府由選舉產生，瑞士的選舉制度是實行比例代表制，故一直都是組建聯合政府。現時執政的聯邦委員會共有七名成員，有四個政黨，依照得票比例分配委員席次。現時右派的瑞士人民黨有兩個席次，中間偏右的瑞士自由民主黨有兩個席次，瑞士基督教民主人民黨有一席次，中間偏左的瑞士社會民主黨有兩個席次。

### 意大利
意大利在1946－1994年間，意大利天主教民主黨是國會第一大黨及執政黨，為防止第二大黨及最大在野黨意大利共產黨有機會掌握政權及組建聯合政府，天主教民主黨與其他的中間偏左及中間偏右黨派長期組建大聯合政府，包括社會黨、民主社會黨、自由黨、共和黨等組建「五黨」大聯合政府及執政聯盟，這個「五黨」政治聯盟一直運作至1993年因聯合政府嚴重的貪腐醜聞被揭發而倒台，意大利改革選舉制度，改為名單比例代表制，政黨共組聯盟參選，因此較少出現大聯合政府的局面。直至2013年出現懸峙國會後，由中間偏左的民主黨、新中間偏右黨及部分中間黨派組成聯合政府。2018年再出現時，中間派的五星運動與右翼的北方聯盟組成聯合政府。

### 日本
日本曾在1994－1996年由日本社會黨及自由民主黨組成大聯合政府，以社會黨的村山富市為首相，但內閣成員不少是自由民主黨成員。

### 韓國
在1998－2003年金大中政府期間，金大中領導的中間派新千年民主黨在國會未能取得多數，在野大國家黨仍然控制國會的情況下，出現「朝小野大」的局面。執政的新千年民主黨與右派、金鍾泌領導的自由民主联合組成聯合政府，直至2001年聯盟瓦解。

### 马来西亚
2018年5月9日，由人民公正党、民主行动党、土著团结党及国家诚信党组成的希望联盟联合沙巴民族复兴党，在前任首相马哈蒂尔·穆罕默德的带领下，于第14届全国大选中打败国民阵线，组成希盟政府，打破了巫统自独立以来超过60年的长期执政。
2020年2月24日，土著团结党退出希望联盟、马哈蒂尔辞职以致倒阁，各党经过一个星期的宪政危机之后，最后2月29日最高元首相信穆希丁获得多数国会议员支持而宣布任命其出任首相。
穆希丁内阁在未得到元首御准之前（国家皇宫发文告证实）私自宣布撤回紧急状态，计划避免国会议员对政府进行对紧急状态的辩论和问责，首相穆希丁因此涉嫌欺君而引发信任危机。
最后在2021年8月16日，穆希丁因失去马来西亚国会下议院多数议员信任而向最高元首苏丹阿卜杜拉陛下提出内阁总辞，并留任看守首相至新人选确定，而原副首相伊斯梅尔·萨布里则在获得下议院114名议员（简单多数为112议席）的支持下，以简单多数在8月20日获确认为下一任首相，这也是马来西亚史上第一次在同一届国会中任命了第三位首相。
萨布里在2022年10月10日宣布解散第十四届国会，此内阁随即转为看守政府直至新政府的产生。
因马来西亚国会在2022年马来西亚大选后第一次出现悬峙议会没有任何一方政党或政治联盟获得简单多数执政，因此该内阁是由多方党派组成而被称为团结政府，而不是先前被认为由安瓦尔领导下的希盟单独执政的希盟政府。

## 曾構想例子

### 西班牙
在西班牙，“大聯盟”一詞通常用於指在右翼的人民黨（PP）和中左翼的西班牙社會主義工人黨（PSOE）之間成立的任何假想政府。儘管由時任總理 馬里亞諾·拉霍伊（Mariano Rajoy）在2015－2016年政府組建過程中提出，但從未在國家一級組建過這樣的聯合政府。
西班牙執政的社會勞工黨（PSOE）人士於2019年11月11日表示，不會與主要反對黨人民黨（PP）組成大聯合政府。